# Ingo Molnár
Ingo Molnár es un hacker de Linux húngaro. Actualmente trabaja para Red Hat.
Es conocido por sus contribuciones al núcleo Linux relacionados con seguridad y rendimiento. Algunas de sus aportaciones al núcleo incluyen el planificador O(1) de Linux-2.6.0, el Completely Fair Scheduler («Planificador Completamente Justo») de Linux-2.6.23, el servidor HTTP/FTP integrado en el kernel TUX, así como su trabajo para mejorar el manejo de hilos. También programó una característica de seguridad para el núcleo llamada «Exec Shield», que previene contra exploits de desbordamiento de búfer basados en la pila en la arquitectura x86 al deshabilitar los permisos de ejecución para la pila.
Junto a Thomas Gleixner, trabajó en un conjunto de parches (PREEMPT-RT) relacionados con sistemas en tiempo real, que trataban de reducir la latencia máxima de cambio de contexto de los hilos del núcleo Linux desde un número sin límite de milisegundos a un número limitado del orden de decenas de microsegundos (dependiendo del sistema). Desde 2011, Thomas Gleixner mejora el parche y se dedica a conseguir parches importantes de infraestructura para que sean incluidos en el núcleo Linux principal.
Entre Linux 2.6.21 y Linux 2.6.24, Ingo trabajó en el Completely Fair Scheduler (CFS) inspirado por el trabajo sobre planificadores de Con Kolivas. CFS reemplazó el planificador de Linux anterior en Linux-2.6.23.